# یواس‌اس اوبراین (دی‌دی-۷۲۵)
یواس‌اس اوبراین (دی‌دی-۷۲۵) (به انگلیسی: USS O'Brien (DD-725)) یک کشتی بود که طول آن ۱۱۴٫۸ متر (۳۷۷ فوت) بود. این کشتی در سال ۱۹۴۳ ساخته شد.